# Province de Rayong
Rayong (en thaï : ระยอง) est une province (changwat) de Thaïlande.
Elle est située dans l'est du pays, sur la côte du golfe de Thaïlande, non loin de la frontière avec le Cambodge. Sa capitale est la ville de Rayong. 
Son économie repose essentiellement sur la pêche, quelques industries et un peu du tourisme. 
Cette région est réputée pour ses fruits tropicaux comme l'ananas, le ramboutan et le durian, mais aussi pour ses fruits de mer, homards et calmars.

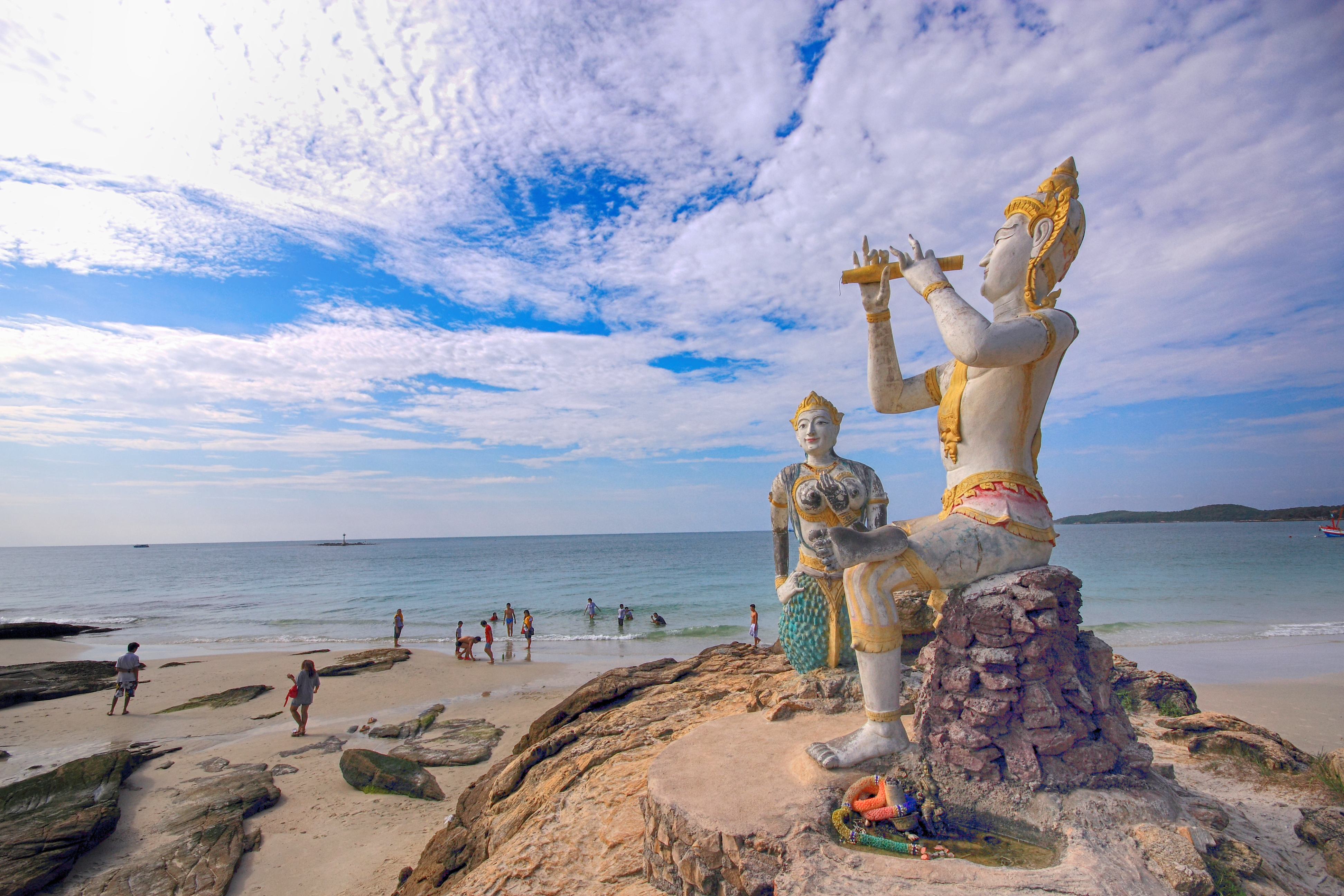
Les statues de Phra Aphai Mani et de la sirène, personnages d'un célèbre poème épique thaïlandais de Sunthorn Phu, sur l'île Ko Samet

## Subdivisions

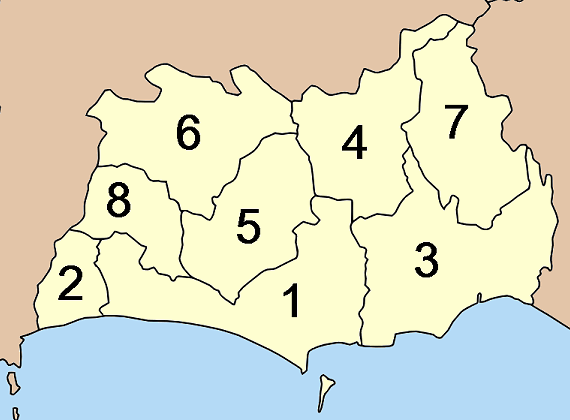
Carte des amphoe de la province de Rayong.

Rayong est subdivisée en 8 districts (amphoe) : ces districts sont eux-mêmes subdivisés en 58 sous-districts (tambon) et 388 villages (muban).
| 1. Mueang Rayong 2. Ban Chang 3. Klaeng 4. Wang Chan | 1. Ban Khai 2. Pluak Daeng 3. Khao Chamao 4. Nikhom Phatthana |

## Environnement
La province de Rayong est réputée pour être la plus polluée du pays, pollutions dues en particulier aux centrales thermiques, aux usines pétrochimiques et aux raffineries,,. 
En 2013, la province est touchée par une marée noire. Plus de 50 000 litres de pétrole brut se sont déversés à cause de la fuite d’un oléoduc. La vie marine a mis au moins cinq ans à s'en remettre. Un accident similaire s'est aussi produit en 2022, avec au moins 60 000 litres de pétrole répandus dans la mer. 